# Parafia św. Ignacego Antiocheńskiego i św. Maksymiliana Marii Kolbego w Łowisku
Parafia św. Ignacego Antiocheńskiego i św. Maksymiliana Marii Kolbego w Łowisku – parafia rzymskokatolicka znajdująca się w diecezji rzeszowskiej w dekanacie Sokołów Małopolski.
Parafię wydzielono z parafii Ofiarowania NMP w Górnie. Została erygowana 12 marca 1975 roku dekretem ówczesnego ordynariusza przemyskiego, abpa Ignacego Tokarczuka.
W 1979 r. rozpoczęto budowę obecnego kościoła według projektu architekta Romana Orlewskiego i Władysława Jagiełło. Świątynia została konsekrowana 6 sierpnia 1989 roku.

## Proboszczowie
- ks. Tadeusz Chmiel (1974–1976)
- ks. Stanisław Mazur (1976–2004)
- ks. Marek Ryba (2004–2019)
- ks. Wincenty Kolbusz (od 2019)